# Burguer von Ritterstein
Burguer von Ritterstein, svensk friherrlig adelsätt med franskt ursprung. Ätten härstammar från fransmannen Charles de la Bruijère, som flydde från Frankrike till Tyskland år 1572. Han kallade sig sedan Carl Burger, och hans sonson Johan Burguer trädde i svensk tjänst och stupade vid Fehrbellin 1675. En gren av ätten upphöjdes till det friherrliga ståndet 1720.